# Aplopsis punctulata
Aplopsis punctulata är en skalbaggsart som beskrevs av Blackburn 1898. Aplopsis punctulata ingår i släktet Aplopsis och familjen Melolonthidae. Inga underarter finns listade i Catalogue of Life.